# شون بريدجيرس
شون بريدجيرس (بالإنجليزية: Sean Bridgers)‏ مواليد 15 مارس 1968 في كارولاينا الشمالية، الولايات المتحدة، هو ممثل ومخرج ومنتج أمريكي بدأ مسيرته الفنية عام 1991.

## الأعمال
- سويت هوم ألاباما
- أماكن مظلمة
- غرفة
- عقول إجرامية
- سي اس آي: التحقيق في موقع الجريمة
- بونز
- اكذب علي
- ذا منتاليست
- دم حقيقي
- إل أيه نوار
- السبعة الرائعون

## وصلات خارجية
- شون بريدجيرس على موقع IMDb (الإنجليزية)
- شون بريدجيرس على موقع ألو سيني (الفرنسية)
- شون بريدجيرس على موقع أول موفي (الإنجليزية)
- شون بريدجيرس على موقع قاعدة بيانات الأفلام السويدية (السويدية)
- شون بريدجيرس على موقع قاعدة بيانات الفيلم (الإنجليزية)
- شون بريدجيرس على موقع كينوبويسك (الروسية)